# Hasdrubal Barca
Hasdrubal Barca (245 TCN-207 TCN) là con trai thứ hai của Hamilcar Barca và là một tướng lĩnh Carthage trong chiến tranh Punic lần thứ hai. Ông là em trai của vị tướng nổi tiếng Hannibal Barca.

## Tuổi trẻ và lãnh đạo người Iberia
Có ít thông tin về cuộc sống thời trai trẻ của Hasdrubal. Hasdrubal được biết đến sớm nhất là khi người Iberia phục kích quân đội Carthage ở Acre Luce. Ông, cùng với Hannibal, anh trai của ông chạy thoát, vì Hamicar đã đánh lạc hướng người Iberia theo hướng khác và chết đuối trên sông Jucar. Không có nhiều thông tin về các hoạt động của ông trong thời gian Hadrusbal Ngay Thẳng lãnh đạo quân đội Punic ở Iberia hoặc trong các chiến dịch của Hannibal ở Iberia và cuộc vây hãm Saguntum.
Hannibal khi khởi hành tới Ý vào năm 218 TCN đã để lại cho ông một lực lượng bao gồm 13.000 bộ binh, 2.550 kỵ binh và 21 voi chiến ở bán đảo Iberia. Hải quân Punic có một hạm đội gồm 50 tàu Quinquereme và 5 tàu Trireme đóng ở đó. Tuy nhiên, chỉ có 32 tàu Quinquereme đã có đủ thủy thủ khi chiến tranh Punic lần thứ hai bắt đầu.
Được để lại ở Hispania khi Hannibal khởi hành đến Ý năm 218 TCN, Hasdrubal được lệnh chiến đấu với anh em Gnaeus và Publius Cornelius Scipio. Đạo quân viễn chinh này nằm dưới sự chỉ huy của Gnaeus Scipio đã gây ra sự bất ngờ dành cho người Carthage, và trước khi Hasrdrubal có thể tham gia cùng với Hanno, viên chỉ huy Carthage ở phía Bắc sông Ebro, người La Mã đã giao chiến và giành được chiến thắng trong trận Cissa, họ còn thiết lập doanh trại của mình tại Tarraco và hạm đội của họ tại Emporiae. Hasdrubal, mặc dù chỉ có trong tay 8000 binh sĩ và bị áp đảo về số lượng so với người La Mã, đã bất ngờ đột kích người La mã với bộ binh nhẹ và kị binh, ông đã gây ra thiệt hại nặng nề đối với thủy thủ đoàn của họ và làm giảm sức mạnh chiến đấu xuống còn 35 tàu. Mất mát này đã được bù đắp sau đó nhờ sự xuất hiện của một đạo quân liên minh Hy Lạp đến từ thành phố Massilia.
Mùa xuân năm 217 TCN, Hasdrubal dẫn đầu một đoàn viễn chinh về phía Bắc để chống lại người La mã. Ông đã chỉ huy quân đội, trong khi phó tướng của ông chỉ huy hạm đội. Quân đội Punic và hạm đội của họ tiến quân về phía bắc kề sát nhau và hạ trại ở cửa sông Ebro. Sự bất cẩn của hạm đội Carthage đã tạo điều kiện cho Gnaeus Scipio bất ngờ tấn công và hủy diệt hạm đội của họ tại trận sông Ebro. Hasdrubal đã rút lui mà không giao chiến với quân đội La Mã. Sau đó ông đã dành toàn bộ năm 216 TCN để đàn áp các cuộc nổi dậy của những bộ lạc Iberia.
Hasdrubal đã được tăng cường thêm 4000 bộ binh và 500 kị binh và nhận được mệnh lệnh của viện nguyên lão Carthage là phải hành quân đến Ý ngay trong năm đó. Ông đã để Himilco ở lại phụ trách Cartagena và hành quân tới sông Ebro, nhưng đã bị đánh bại nặng nề trong trận Dertosa vào mùa xuân năm 215 TCN. Thất bại này đã ngăn cản quân tiếp viện cho Hannibal từ cả Iberia và châu Phi tại thời điểm quan trọng của cuộc chiến tranh, lúc này Carthage đang chiếm thế thượng phong ở Ý. Người Carthage lúc này buộc phải giao chiến với người La Mã ở khu vực giữa hai con sông Ebro và Jucor.

## Chia quyền chỉ huy
Thất bại này dẫn đến việc Mago Barca và Hasdrubal Gisco đến Iberia với hai đội quân để kết thúc việc nắm giữ quyền chỉ huy của gia đình Barca tại Iberia. Người Carthage đã chiến đấu để chống lại anh em Scipio và đã phải trải qua một giai đoạn tồi tệ từ năm 215 TCn đến năm 212 TCN, nhưng họ đã cố gắng để không bị mất thêm bất cứ phần lãnh thổ nào. Với sự xúi giục của người La mã,Syphax, một trong những vị vua của các bộ lạc Numidia, đã tấn công vùng lãnh thổ của người Carthage ở châu Phi vào năm 213/212 TCN. Tình hình ở bán đảo Iberia đã được kiểm soát, bởi vì Hasdrubal và quân đội Iberia của ông đã vượt biển đến châu Phi và đập tan sự đe dọa của Syphax trong một trận chiến nơi mà 30.000 người Numidia đã bị giết. Với việc đội quân được người La Mã huấn luyện của mình đã bị tan tác, Syphax bỏ trốn đến Mauritanie. Sự trợ giúp của Masinissa, một hoàng tử Numidia, là vô cùng cấp thiết trong giai đoạn này, và ông ta đã vượt biển tới bán đảo Iberia cùng Hasdrubal sau khi các cuộc chinh phục châu Phi đã kết thúc cùng với 3.000 kỵ binh Numidia.
Cuối năm 212 TCN, Hasdrubal, với sự hợp tác kịp thời từ Mago Barca và Hasdrubal Gisco, đã hoàn toàn đánh bại đối thủ trong trận Thượng Baetis, tiêu diệt phần lớn quân đội La Mã ở Iberia và giết chết cả hai anh em Scipio. Carthage giành được quyền kiểm soát bán đảo Iberia đến tận sông Ebro như là kết quả của chiến thắng này. Tuy nhiên, sự thiếu hợp tác giữa các tướng lĩnh người Carthgine sau trận chiến này đã giúp cho đám tàn quân La Mã với khoảng 8.000 người triệt thoái một cách an toàn tới phía bắc của con sông Ebro. Đội quân này bằng cách nào đó đã cố gắng ngăn chặn quân đội Carthage không cho họ vượt qua được phía bắc của sông Ebro. Người La Mã đã củng cố đội quân này bằng 10.000 quân dưới quyền Cladius Nero trong năm 211 TCN và với 10.000 binh sĩ khác thuộc quyền Scipio Africanus Major vào năm 210 TCN, ông ta sau đó đã dành hẳn một năm để huấn luyện binh lính của mình và cải thiện các mối quan hệ ngoại giao.
Quân đội Carthage đã phải phân tán tới các vùng đất của Iberia trong năm 209 TCN, để có thể duy trì sự kiểm soát đối với các bộ lạc Iberia, vốn là nguồn cung binh lính và lương thực cho họ. Những đạo quân Carthage sau đó lần lượt đã bị đánh bại bởi Scipio Africanus Major, ông ta đã lợi dụng sự vắng mặt của ba đạo quân chủ lực Carthage để chiếm Tân Carthago và đã đạt được những lợi thế khác. Hasdrubal đã bị đánh bại bởi Scipio tại trận Baecula, nhưng đã cố gắng để rút lui với 2 / 3 số quân còn nguyên vẹn của mình.

## Cuộc viễn chinh thứ hai của người Carthage ở Ý
Sau đó trong năm 209 TCN, Hasdrubal đã được triệu tập đến gia nhập với người anh cả của mình ở Ý. Ông lẩn tránh Scipio bằng cách băng qua dãy núi Pyrenees ở cực tây của nó và tìm được một con đường an toàn cho mình tới Gaul trong mùa đông năm 208. Hasdrubal đã chờ đợi cho đến khi mùa xuân năm 207 để vượt qua dãy Alps và tiến vào miền Bắc Ý. Hasdrubal đã tiến quân nhanh hơn nhiều so với anh trai của ông một phần do các công trình xây dựng bị bỏ lại phía sau bởi quân đội của Hannibal khi ông đi qua cùng một tuyến đường một thập kỷ trước đó, nhưng cũng do không còn mối đe dọa nào đến từ người Gaul mà đã từng ngăn cản Hannibal trước đó. Người Gaul giờ đây đã lo sợ và tôn trọng người Carthage, ngoài việc cho phép Hasdrubal đi qua dãy Al-pơ mà không bị quấy rầy, rất nhiều người Gaul đã nhiệt tình gia nhập vào hàng ngũ của ông. Hasdrubal, giống như người anh trai của ông, đã thành công trong việc mang theo những con voi chiến, vốn được nuôi dạy và huấn luyện ở Hispania. Sau khi đặt chân đến Ý, Hasdrubal đã muốn hội quân với người anh trai của mình ở Nam Umbria. Tuy nhiên, điều này đã không thể sảy ra. Các sứ giả của Hasdrubal sau đó đã bị bắt giữ và ông cũng đã bị chặn lại bởi hai đạo quân La Mã. Bị buộc phải chiến đấu, ông đã bị đánh bại một cách hoàn toàn trong trận sông Metaurus. Ngay bản thân Hasdrubal cũng đã ngã xuống một cách dũng cảm trong trận chiến này. Sau đó, ông đã bị chặt đầu và đầu của ông đã được nhét vào trong một cái bao tải rồi được ném vào doanh trại của người anh trai Hannibal như là một dấu hiệu biểu hiện cho thất bại hoàn toàn của ông. Hành động này hoàn toàn trái ngược với cách đối xử của Hannibal đối với thi hài những chấp chính quan La Mã đã ngã xuống.

## Hasdrubal trong thơ ca
- Pride of Carthage, by David Anthony Durham